# 徐興慶
徐興慶（1956年—），是台灣的中日文化交流史、近代中日思想交流史及日本文化史研究學者。專精與日本水戶學、朱舜水研究及日本學研究。曾任國立台灣大學日本語文學系教授兼系主任、研究所所長及日本研究中心主任。台灣.中國文化大學校長、國際暨外語學院院長。
現任台灣.東吳大學端木愷校長講座教授、日文系專任客座教授，中國文化大學董事兼日文系特約講座教授，國立臺灣大學日本語文學系兼任教授。

## 經歷
1983年，畢業於台灣東吳大學東方語文學系。日本九州大學大學院文學研究科文學博士（1992）、日本關西大學文化交涉學(論文)博士（2012）。曾任中國文化大學日文系主任‧日本研究所所長、日本天理大學國際文化學部客座教授、台灣大學日本語文學系教授/主任/日本語文研究所所長、台灣大學人文社會高等研究院「日韓研究平台」執行長、日本國際日本文化研究中心外國人研究員、日本京都大學人文科學研究所客座教授。
2018年11月28日，就任中国文化大学校长。
2021年，以「促進日本與台灣之相互理解」功績，獲日本「外務大臣表彰」。

## 著作

### 個人著書
- 『近代日中思想交流史の研究』(京都：朋友出版、2004年)
- 『朱舜水與東亞文化傳播的世界』東亞文明研究叢書78（台北：台大出版中心、2008年）
- 『東アジアの覚醒――近代日中知識人の自他認識』(東京：研文出版、2014年)

### 編著
- 『新訂朱舜水集補遺』東亞文明研究資料叢刊2（台北：台大出版中心、2004年）
- 『東亞文化交流與經典詮釋』東亞文明研究叢書78（台北：台大出版中心、2008年）
- 『東亞知識人對近代性的思考』東亞文明研究叢書81（台北：台大出版中心、2009年）
- 『朱舜水與近世日本儒学的發展』東亞儒学研究叢書16、（台湾大学出版センター、2012年）
- 『日本德川博物館藏品録I朱舜水文獻解釋』(上海：上海古籍出版、2013年)
- 『近代東アジアのアポリア』日本学研究叢書8、（台北：台大出版中心、2014年）
- 『日本德川博物館藏品録Ⅱ徳川光圀文獻解釋』(上海：上海古籍出版、2014年)
- 『特集：「朱舜水と東アジア文明――水戸徳川家の儒学」／季刊日本思想史』第81号(東京：ペリカン社、2014年)

### 共同編著
- 『德川時代日本儒学史論集』東亞文明研究叢書15（台北：台大出版中心、2004年）
- 『現代日本政治事典』東亞文明研究資料叢刊6（台北：台大出版中心、2008年）
- 『江戸時代日本漢学研究諸面向：思想文化篇』東亞文明研究叢書82（台北： 台大出版中心、2009年）
- 『東亞文化交流：空間‧疆界‧遷移』儒学與東亞文明研究叢書（上海：華東 師範大学出版社、2011年）
- 『国際日本学研究の基層――台日相互理解の思索と実践に向けて』日本学研究叢書1（台北：台大出版中心、2013年）

## 外部連結
- 中國文化大學校長室 （页面存档备份，存于）
- 中國文化大學日本語文學系 （页面存档备份，存于）
- 國立臺灣大學日本語文學系所 （页面存档备份，存于）
- 臺灣大學文學院日本研究中心 （页面存档备份，存于）
- 徐興慶的日本研究 （页面存档备份，存于）